# Династија (ТВ серија из 2017, 1. сезона)
Прва сезона серије Династија, америчке телевизијске серије темељене на истоименој сапуници у ударном термину из 1980-их, првобитно је емитована од 11. октобра 2017. до 11. маја 2018. године на The CW-у у Сједињеним Државама. Сезону је продуцирао CBS Television Studios, са Сали Патрик као шоуранерком и извршном продуценткињом, заједно са извршним продуцентима Џошом Шварцом и Стефани Севиџ. Пилот, који је најављен у септембру 2016, у мају 2017. је наручен за серију. Дана 8. новембра 2017, The CW је покупио серију за целу сезону од 22. епизоде. Дана 2. априла 2018, The CW је обновио серију за другу сезону.
У првој сезони играју Елизабет Гилис као наследница, Фалон Карингтон; Грант Шоу као њен отац, милијардер Блејк Карингтон; Натали Кели као Блејкова нова супруга Кристал; и Џејмс Макај као његов геј син, Стивен; са Робертом Рајлијем Кристофером као шофером, Мајклом Кулхејном; Самом Адегокеом као технолошким милијардером, Џефом Колбијем; Рафаелом де ла Фуентеом као Самом Џоунсом, Кристалиним нећаком и касније Стивеновим вереником; и Аланом Дејлом као Џозефом Андерсом, мајордомом Карингтонових. Значајни споредни ликови представљени у првој сезони су Алексис Карингтон (Николет Шеридан), Блејкова бивша супруга и отуђена мајка Стивена и Фалон; Клаудија Блајздел (Бријана Браун), нестабилна жена Кристалиног бившег љубавника; Моника (Вакима Холис) и Сесил Колби (Хаким Ке-Казим), Џефова сестра и отац; Лијам Ридли (Адам Хубер), незнанац за ког се Фалон удаје да осујети Џефову заверу против ње; Ајрис Мачадо (Елена Товар) и Алехандро Раја (Луис Фернандез), Самови родитељи; Тед Динард (Мајкл Патрик Лејн), Стивенов бивши дечко; Мелиса Данијелс (Кели Радерфорд), Стивенова бивша љубавница; и Хенк Саливан (Брент Антонело), Алексисин љубавник који се представља као њено и Блејково отето прворођенче, Адам.
Серија је емитована од 12. октобра 2017. до 12. маја 2018. године на Netflix-у у Србији. Такође је емитована од 24. априла до 23. маја 2019. године на Fox Life-у.

## Радња
Династија почиње са наследницом, Фалон Карингтон, која није задовољна што је њен отац, милијардер Блејк, верен за Кристал, супарниџу и запослену у породичном предузећу. Када су Фалонине махинације о раздвајању пара довеле до неуспеха и коштале је унапређења, она се удружује са Блејковим непријатељем и бившим запосленим, Џефом Колбијем, и сама се сукобљава. У међувремену, долазак Кристалиног опортунистичког нећака Сама—који се романтично повезује са Фалониним својеглавим братом Стивеном—прети да разоткрије њену мрачну прошлост. Карингтонови чине јединствен фронт након сумњиве смрти Кристалиног бившег љубавника, Метјуа, али ствари у вили не остају дуго у хармонији. Блејкове манипулације довеле су га у сукоб са Кристал и његовом децом, док се ривалство између Фалон и Кристал хлади. Уморан од чекања да га Фалон схвати озбиљно, Мајкл почиње излазити с неким другим, што само појачава Фалонина осећања према њему, али је тера у Џефов загрљај. Метјуова трудна удовица, Клаудија, опоравља се у вили са скривеним планом, а Кристалина прошлост се враћа и прогања је у облику њене сестре Ајрис и Самовог оца, Алехандра. Стивенова и Самова веза, поново се компликује због Самових криминалних склоности и Стивеновог нестабилног бившег дечка, Теда. Џефово партнерство са Фалон откривено је као његово средствода уништи Карингтонове за оно што је Блејк учинио Џефовом оцу, Сесилију. Фалон позива Мајкла и Кристал да јој помогну да окрене ствари са Колбијевима, а она успева неутрализовати Џефа и осигурати постотак његовог предузећа. Блејкова бивша супруга, Алексис—мајка Стивена и Фалон—враћа се, наводно, да би се поново повезала са својом децом, али заправо у потрази за делом богатства Карингтонових. Алексис се договара да се њен љубавник представља као њен и Блејков отети син, Адам, и открива Џефу и Моники да је њихова мајка Блајкова полусестра. Фалон смењује Блејка са места генералног директора Carrington Atlantic-а, баш када су Колбијеви наметнули продају предузећа. На венчању Стивена и Сама, непомућена Клаудија се појављује и пуца у Кристал. Блејк, Фалон и Сам беже од пожара у штали, али Стивен, Мајкл, Алексис и Кристал остају заробљени унутра.
Рибут ажурира неколико елемената из оригинала из 1980-их, укључујући премештање поставке из Денвера у Атланту; претварање Стивенове хомосексуалности у непроблем за Блејка; и мењајући спонзорушу Сами Џо из жене у геј мушкарца. Осим тога, у новој серији и Блејкова нова супруга и њен нећак су латиноамериканци, а и возач Мајкл Кулхејн и породица Колби су афроамериканци.

## Улоге и ликови

### Главни
- Елизабет Гилис као Фалон Карингтон, директорка енергетике и наследница енергетског богатства у Атланти
- Натали Кели као Кристал Флорес Карингтон (такође позната и као Селија Мачадо), Фалонина нова маћеха, жена са мрачном прошлошћу
- Џејмс Макај као Стивен Карингтон, Фалонин брат хомосексуалац, који је старији и паметнији од њих двоје
- Роберт Кристофер Рајли као Мајкл Кулхејн, шофер Карингтонових и Фалонин бивши љубавник
- Сам Адегоке као Џеф Колби, млади пословни ривал Блејка
- Рафаел де ла Фуенте као Самјуел Џосаја „Сами Џо” Џоунс, Кристалин својеглави нећак и Стивенов вереник
- Алан Дејл као Џозеф Андерс, мајордомо Карингтонових
- Грант Шоу као Блејк Карингтон, милијардер, извшрни директор Carrington Atlantic-а, ожењен Кристал и Стивенов и Фалонин отац по првој супрузи

### Споредне
- Ник Векслер као Метју Блајздел, Кристалин бивши љубавник, инжењер на терену који умире у сумњивој експлозији
- Бријана Браун као Клаудија Блајздел, Матјуова супруга, бивша инжењерка
- Вакима Холис као Моника Колби, Џефова сестра
- Дејв Малдонадо као Вили Сантјаго, Маттхевин пријатељ и сарадник у Carrington Atlantic-у
- Мајкл Бич као начелник полиције Арон Стансфилд, дугогодишњи Блејков пријатељ
- Елена Товар као Ајрис Мачадо, Кристалина сестра и Самова мајка
- Кеј-Џеј Смит као Кори Ракс, Мајклова бивша девојка
- Мајкл Патрик Лејн као Тед Динард, Стивенов бивши дечко
- Арнетија Вокер као Луела Кулхејн, Мајклова мајка
- Дарил Букер као Џејмс Кулхејн, Мајклов отац
- Луис Фернандез као Алехандро Раја,[4] Самов отац који ради под алијасом Дијего Каластана
- Бил Смитрович као Томас Карингтон, Блајков отац
- Хаким Кае-Казим као Сесил Колби, Џефов и Моникин отац
- Кели Радерфорд као Мелиса Данијелс, супруга сенатора Пола Данијелса и Стивенова бивша љубавница
- Ј. Р. Сасија као Рик Моралес, новинар и стари Кристалин пријатељ
- Адам Хубер као Лијам Ридли, писац који се жени Фалон и чије је право име Џек Лоден
- Николет Шеридан као Алексис Карингтон, Блејкова бивша супруга, Стивенова и Фалонина отуђена мајка
- Брент Антонело као Хенк Саливан, Алексисин љубавник који се представља као њено и Блејково отето прворођенче, Адам

### Гостујући
- Мустафа Елзејн као Рами Крокет, Самов пријатељ који је провалио у властелинство на његов захтев
- Нана Визитор као Дијана Дејвис, главна уредница Atlanta Digest-а
- Хајнс Ворд и Џамал Андерсон као они
- Енди Матини и касније Натали Карп као гђа Ганерсон, куварица Карингтонових
- Киран Ђовани као начелница полиције Боби Џонсон[5]
- Рик Херст као сенатор Пол Данијелс, дугогодишњи Блејков контакт[6][7]
- Стивен Калп као Тим Мејерс, пословни сарадник Џефа и Фалон[8]
- Стивен Џоунс као Џерард Динард, Џефов отац
- Елизабет Јуман као Иви Кулхејн, Мајклова сестра[9]
- Л. Скот Колдвел као Бака, Џефова и Моникина баба по мајци, која је зачела своју мајку Мили са Томасом Карингтоном док је она била његова секретарица[10]

## Епизоде
| Бр. еп. (укупно) | Бр. еп. (у сезони) | Наслов                             | Редитељ             | Сценариста                             | Премијера          | Гледаност у С.А.Д. (милиони) |
| ---------------- | ------------------ | ---------------------------------- | ------------------- | -------------------------------------- | ------------------ | ---------------------------- |
| 1                | 1                  | Једва сам те препознао             | Бред Силберлинг     | Сали Патрик, Џош Шварц и Стефани Севиџ | 11. октобар 2017.  | 1,26                         |
| 2                | 2                  | Шта доноси презиме?                | Мајкл А. Аловиц     | Сали Патирк                            | 18. октобар 2017.  | 0,92                         |
| 3                | 3                  | Осећај кривице је за несигуре људе | Кели Сајрус         | Али Адлер                              | 25. октобар 2017.  | 0,72                         |
| 4                | 4                  | Скривени циркус                    | Кевин Родни Саливан | Џена Ричман                            | 1. новембар 2017.  | 0,74                         |
| 5                | 5                  | Канцеларијска дроља                | Чери Наулан         | Кристофер Фајф                         | 8. новембар 2017.  | 0,72                         |
| 6                | 6                  | Постојим само због себе            | Ли Роуз             | Кевин А. Гарнет                        | 15. новембар 2017. | 0,64                         |
| 7                | 7                  | Мило за драго                      | Мет Ерл Бизли       | Џеј Гибсон                             | 29. новембар 2017. | 0,64                         |
| 8                | 8                  | Најбоље ствари у животу            | Паскал Верскурис    | Франсиска Ху                           | 6. децембар 2017.  | 0,64                         |
| 9                | 9                  | Покварене ствари                   | Бред Силберлинг     | Пол Сабага                             | 13. децембар 2017. | 0.69                         |
| 10               | 10                 | Лепо обучена тарантула             | Кени Леон           | Адел Лим                               | 17. јануар 2018.   | 0,63                         |
| 11               | 11                 | Не одговарам никоме                | Стивен А. Аделсон   | Гладис Родригез                        | 24. јануар 2018.   | 0,56                         |
| 12               | 12                 | Обећања која не можеш испунити     | Норман Бакли        | Кристофер Фајф и Кевин А. Гарнет       | 31. јануар 2018.   | 0,65                         |
| 13               | 13                 | Ништа осим невоље                  | Мет Ерл Бизли       | Џена Ричман                            | 7. фебруар 2018.   | 0,65                         |
| 14               | 14                 | Јеванђеље по Блејку Карингтону     | Дон Вилкинсон       | Франсиска Ху и Пола Сабага             | 9. март 2018.      | 0,64                         |
| 15               | 15                 | Дошао је ред на нас                | Мет Ерл Бизли       | Либи Велс                              | 16. март 2018.     | 0,60                         |
| 16               | 16                 | Јадна мала богаташица              | Кени Леон           | Али Адлер и Џена Ричман                | 23. март 2018.     | 0,63                         |
| 17               | 17                 | Појављује се Алексис               | Џеф Берд            | Сали Патирк и Кростофер Фајф           | 30. март 2018.     | 0,69                         |
| 18               | 18                 | Немој да вараш варалицу            | Карл Ситон          | Кевин А. Гарнет и Пола Сабага          | 6. април 2018.     | 0,71                         |
| 19               | 19                 | Искористи или ћеш бити искоришћен  | Вијет Нгујен        | Џејк Коберн и Џеј Гибсон               | 20. април 2018.    | 0,56                         |
| 20               | 20                 | Веза из прошлости                  | Паскал Верскурис    | Џена Ричман и Франсуска Ху             | 27. април 2018.    | 0,68                         |
| 21               | 21                 | Прљава мала дроља                  | Бренди Бредберн     | Кристофер Фајф и Кевин А. Гарнет       | 4. мај 2018.       | 0,55                         |
| 22               | 22                 | У задњи час                        | Мајкл А. Аловиц     | Сали Патрик и Либи Велс                | 11. мај 2018.      | 0,56                         |